# Tattoo – Eine Familie sticht zu
Tattoo – Eine Familie sticht zu war eine Doku-Soap, die auf dem Fernsehsender DMAX ausgestrahlt wurde und den Alltag in einem Tätowierstudio in Trier und Hamburg zeigte.

## Erste Staffel
Schauplatz der Serie war das Trierer Studio Lonien, ein Familienbetrieb. Die Betreiber Oliver und Daniel wurden von ihrer Mutter Antoinette unterstützt, die sich um die Hygiene kümmerte. Großmutter Katharina sammelte Rechnungen und Belege für die Buchhaltung und bereitete sie auf.
Unterstützt wurde die Familie durch eine Auszubildende und diverse Gasttätowierer. Das Tattoostudio befand sich in den Räumen einer ehemaligen Ballettschule.

## Zweite und dritte Staffel
Die zweite (9 Folgen) und dritte Staffel (8 Folgen) der Doku handeln vom Alltag und Leben im Studio Jungbluth in der Marktstraße des Hamburger Karolinenviertels. Die Tattoo-Familie bestand aus dem Chef und Piercer Charly Jungbluth, der Tätowiererin Tschiggy, dem Tätowierer und damaligem Musiker Zsolt Machat (Tormentor) und Moe Ness, dem jüngsten Mitglied der "La Familia".